# Olybrius római császár
Anicius Olybrius, általánosan elterjedt néven Olybrius császár (Róma, 420 körül – ?, 472. november 2.) nyugatrómai császár 472-ben.

## Élete
Gazdag szenátor volt, aki feleségül vette III. Valentinianus római császár leányát, Placidiát. Eközben a vandál király, Geiserich remélte, hogy Olybriust császárrá tudja tenni. I. Leó bizánci császár viszont pont ezért gyanakodóvá vált Olybrius iránt, és Rómába küldte – azt remélve, hogy ott Anthemius római császár majd megöleteti. Azonban Anthemiust ölette meg a nagy hatalmú Flavius Ricimer hadvezér, Olybriust pedig császárrá tette 472 áprilisában.
Az év augusztusában elhunyt Ricimer, majd hamarosan maga Olybrius is, akit Leó sohasem ismert el törvényes uralkodónak.